# 児氏家譜刻辞
児氏家譜（じしかふ、繁体字: 兒氏家譜; 簡体字: 儿氏家谱）とは、殷墟の甲骨上に見られる家譜とされる1条の刻辞である。刻辞を刻んだ甲骨は、山東省の牧師フランク・ヘリング・シャルファン（Frank Herring Chalfant; 方法斂）とサミュエル・クーリング（Samuel Couling; 庫壽齡）によって1904年前後に発見されたが、同類の刻辞が極めて稀にしか見られないために、家譜の真偽を巡って学会にかなり大きな議論を引き起こしている。
| |
| 白川静 『甲骨文の世界 古代殷王朝の構造』（平凡社〈東洋文庫〉204）、1972年、同書p.5掲載の摸本「插図一 世系表」より。 |

| 児氏家譜刻辞 | 児氏家譜刻辞                                                      |
| ------------ | ----------------------------------------------------------------- |
| 引用文献     | 『庫方二氏藏甲骨卜辭』1506 『英國所藏甲骨集』2674                 |
| 刻辞類型     | 記事刻辞                                                          |
| 刻字素材     | 牛の肩胛骨                                                        |
| 刻辞字数     | 54                                                                |
| 出土時期     | 1904年頃                                                          |
| 収蔵機関     | 大英図書館                                                        |
| 関連刻辞     | 『庫方二氏藏甲骨卜辭』1989 『英國所藏甲骨集』2634 『殷契卜辭』209 |

## 刻辞内容
児氏家譜刻辞は総計十四行、内容は「児」という名の人物の家譜であり、刻辞の第1行は1字、第2行は5字、残る12行は均等に4字である。刻辞は陳夢家と張秉権らの隷定に基づけば、以下の通りである（Unicode未収録の字については、ひとまず漢字構成記述文字で描述しておく）。――
| 貞 兒先且曰吹 吹子曰𫻨 子曰⿱ 子曰雀 雀子曰壺 壺弟曰啓 壺子曰喪 喪子曰養 養子曰洪 洪子曰御 御弟曰伇 御子曰⿰ 子曰商 |

## 歴史

### 背景
シャルファンとクーリングの2人は、甲骨文字研究の最初期に属する欧米学者である。1903年 - 1909年、クーリングとシャルファンの2人は、山東省で甲骨を大量に購入した。児氏家譜刻辞甲骨は即ちこの期間に2人で収得したのである。シャルファンは1911年に半身麻痺を患い、1914年に世を去った。その所蔵品は変転を経て数ヶ所の収蔵機関に散らばった。1912年、駐天津英国領事ライオネル・チャールズ・ホプキンズ（Lionel Charles Hopkins; 金璋）が、まず論文を執筆して児氏家譜刻辞を紹介し、クーリングもまた1914年に論文を書き、そして公表した。1935年、ニューヨーク大学教授ロズウェル・セッソムズ・ブリトン（Roswell Sessoms Britton; 白瑞華）が、クーリングとシャルファン2人の所蔵甲骨の整理に着手、編纂して『庫方二氏藏甲骨卜辭』1冊とし、児氏家譜刻辞甲骨ももちろんその中に収録された。編号は1506番（後に『英国所蔵甲骨集』に編入された。編号は2674番）である。同書の編号1989番は雕花鹿角で、冒頭の“王曰”2字を除いて、刻辞は編号1506番と全く同じである。

### 真贋論争
同類の刻辞が極めてまれにしか見られない上に、クーリングとシャルファン2人の収蔵自体が真偽雑然と入り混じっているため、児氏家譜刻辞は公表したばかりの時から、その真贋について学界から疑問点を問い質された。ドイツの学者アナ・ベルンハルディ（Anna Bernhardi）は最も早く1914年にはこの『庫方二氏藏甲骨卜辭』編号1506番を偽作と疑い、ホプキンズとの議論を引き起こした。後、郭沫若は1930年に論文を出して児氏家譜が偽刻であると指摘し、ジェームズ・メロン・メンギス（James Mellon Menzies; 明義士）、松丸道雄、胡光煒、董作賓、容庚、金祥恒、厳一萍らも揃って家譜の真偽には否定意見を持っている。一方で、肯定意見を持つ学者も少なくない。李学勤、饒宗頤、島邦男、白川静らは揃って著述中で家譜を真作であるとした。陳夢家は、早くは家譜を偽造と見なしていたが、朱徳熙及び馬漢麟との討論の後、見方を変えた。張政烺もまた彼の意見を支持している。1979年、胡厚宣は第二回中国古文字学術研究年会の席上で論文を発表し、児氏家譜の発見の経緯とその学術議論を詳細に整理し、同時に十数条の証拠を挙げてそれが偽造であると証明した。于省吾は同会のすぐ後に論文を書き、胡厚宣の論点に焦点を合わせて反対意見を提出して、家譜刻辞が真作である理由を列挙した。

### 近年の見解
胡・于2人の論文は再び学会の児氏家譜に対する討論を引き起こした。こののち、陳煒湛は著述内で家譜刻辞に言及し、同時にそれを偽造であると判定した。
張秉権は、1988年に論文を出し、刻辞に対して全面的見直しを進め、併せてその真実性について肯定の意見を述べた。斉文心は『英国所蔵甲骨集』を編纂した際、児氏家譜に対して研究を進め、それから1986年に論文を発表してそれが偽作であると判定した。だが、共に編纂者である李学勤とサラ・アラン（Sarah Allan; 艾蘭）はただちに反対意見を提出した。サラ・アランは顕微鏡を使って卜骨の刻痕を観察し、分析を通じて児氏家譜が真作である判定し、併せて1991年に結果を発表した。2010年、曹定雲は改めてサラ・アランが撮影した顕微鏡写真を検討し、サラ・アランと相反する結論を引き出した。2011年、陳光宇は改めて家譜刻甲骨に対して顕微鏡観察を行い、前人の研究を総合した後、家譜の正真性を肯定した。今日に至るも、学界はなおいまだ家譜刻辞の真偽について共通認識の確定に至っていない。

## 参考資料
1. 1 2  陳夢家 (1988). “親屬”. 《殷虛卜辞综述》. ISBN 978-7-1010-0163-1
2. 1 2  張秉權 (1988). “一支貴族的世系——兒氏家譜”. 《甲骨文與甲骨學》. pp. 第364-371頁
3. 1 2 3 4  胡厚宣 (1980). “甲骨文家譜刻辭真偽問題再商榷”. 古文字研究 4:  115-138.
4. 1 2  沈之瑜 (2011). “兒氏家譜的懸案”. 《甲骨学基础讲义》. ISBN 978-7-5325-5859-9
5. ↑  李學勤 (1998). “真僞“家譜刻辭””. 《四海尋珍》. ISBN 978-7-3020-2963-2
6. 1 2 3  陳光宇 (2016). “兒氏家譜刻辭綜述及其確為真品的證據”. 甲骨文與殷商史 6:  267-297.
7. ↑  于省吾 (1980). “甲骨文家譜刻辭真偽辯”. 古文字研究 4:  139-146.
8. ↑  陳煒湛 (1987). “關於《庫》1506片“家譜刻辭”的真僞問題”. 《甲骨文簡論》. ISBN 978-7-5325-2689-5
9. ↑  齊文心 (1986). “關於英藏甲骨整理中的幾個問題”. 史學月刊 (3).
10. 1 2  曹定雲 (2010). “《英藏》2674“家譜刻辭”辨偽”. 古文字研究 28:  169-179.
11. ↑  李學勤; 齊文心; 艾蘭 (1991). “論甲骨文的契刻”. 《英國所藏甲骨集》